# Vila Josefa Kulhánka
Vila Josefa Kulhánka (též Wagnerova vila) je secesní vila zbudovaná v roce 1904 v Hořicích pro sochaře, restaurátora a pozdějšího profesora Hořické sochařsko-kamenické školy Josefa Kulhánka.

## Historie
Josef Kulhánek, žák speciálky profesora Celdy Kloučka na pražské Uměleckoprůmyslové škole, byl investorem, architektem i stavitelem vily. Architektonické návrhy vznikly již na konci 19. století a stavba samotná byla financována z věna Kulhánkovy ženy Anny.
Vila byla postavena v roce 1904. V roce 1950 hrozila Kulhánkovým konfiskace vily, a tak se do domu nuceně přistěhovala dcera Kulhánkových Marie, která byla od roku 1932 manželkou sochaře Josefa Wagnera. Vila je od té doby někdy také nazývána Wagnerovou vilou. Nucené stěhování si též vyžádalo zřízení nové samostatné zbytové jednotky, v souvislosti s nímž proběhla i další rekonstrukce zahrnující např. výměny oken a dveří, úpravy komínů, střech a fasády. V 90. letech 20. století se pak Marii Kulhánkové-Wagnerové podařilo dosáhnout přešetření majetko-právních vztahů a vila byla definitivně zařazena do soukromého vlastnictví rodiny Wagnerových.

## Popis
Vila je zasazena do zahrady s ovocným sadem, kde byly mimo jiné umístěny plastiky a zahradní altán. Součástí areálu byly také dílny a ateliér.
V interiéru je mimo jiné instalováno několik plastik sochaře Josefa Wagnera. Jeden ze současných vlastníků vily, režisér a dokumentarista Jakub Wagner, by v budoucnu vilu rád částečně zpřístupnil veřejnosti.